# Bondage

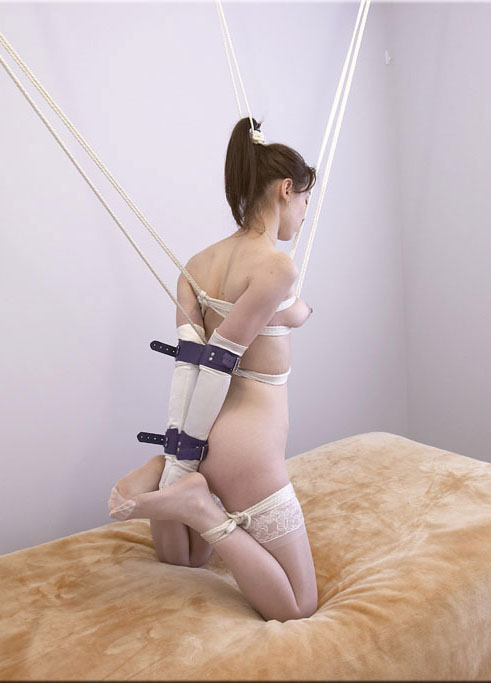
Kobieta w pozycji wertykalnego hogtie – figury ze związanymi rękoma i nogami nawiązującej do krępowania zwierząt hodowlanych.

Bondage (z ang. krępować, wiązać) – praktyki związane z wiązaniem lub ograniczaniem swobody ruchów ciała, na przykład za pomocą sznurów, lin, jedwabnych chust, obroży, kajdanek, pręgierzy, klatek. Celem jest zazwyczaj seksualna stymulacja, choć istnieją także specjalne formy, w których bondage stosowane jest z innych powodów, np. estetycznych lub medytacyjnych. Rzadko używane określenie Vincilagnia (z łacińskiego: vincio, „wiążę” i z greckiego: λαγνεία (lagneia), „rozkosz”) odnosi się do seksualnego pobudzenia wywołanego przez wiązanie i ograniczenie ruchów.
Bondage jest reprezentowany przez literę B w skrótowcu BDSM pochodzącym od słów „związanie” i „dyscyplina” (ang. bondage and discipline, B&D), „dominacja” i „uległość” (ang. domination and submission, D&S), sadyzm i masochizm (ang. sadism and masochism, S&M). Ma on swoje zasady: sesje bondage nie mogą być spontaniczne - muszą być umówione, aby można było określić tryby i formy władzy nad partnerem, które będą realizowane, wybrać używane akcesoria oraz uzgodnić hasło bezpieczeństwa (tzw. safe word), którego osoba uległa będzie mogła użyć, aby zakończyć sesję w dowolnym momencie. Istnieje także zasada, według której osoba związana nigdy nie powinna być pozostawiona bez nadzoru i powinna być stale monitorowana pod kątem oddychania, krążenia, koloru skóry oraz temperatury palców u rąk i nóg.

## Etymologia
Słowo bondage pochodzi z angielskiego i nie ma odpowiednika w języku polskim. Pochodzi ono od staroangielskiego bondagium, oznaczającego zamieszkiwać. Słowo to weszło do języka angielskiego przed XIV wiekiem, odnosząc się do stanu poddaństwa lub niewolnictwa wobec pana.

## Rodzaje bondage

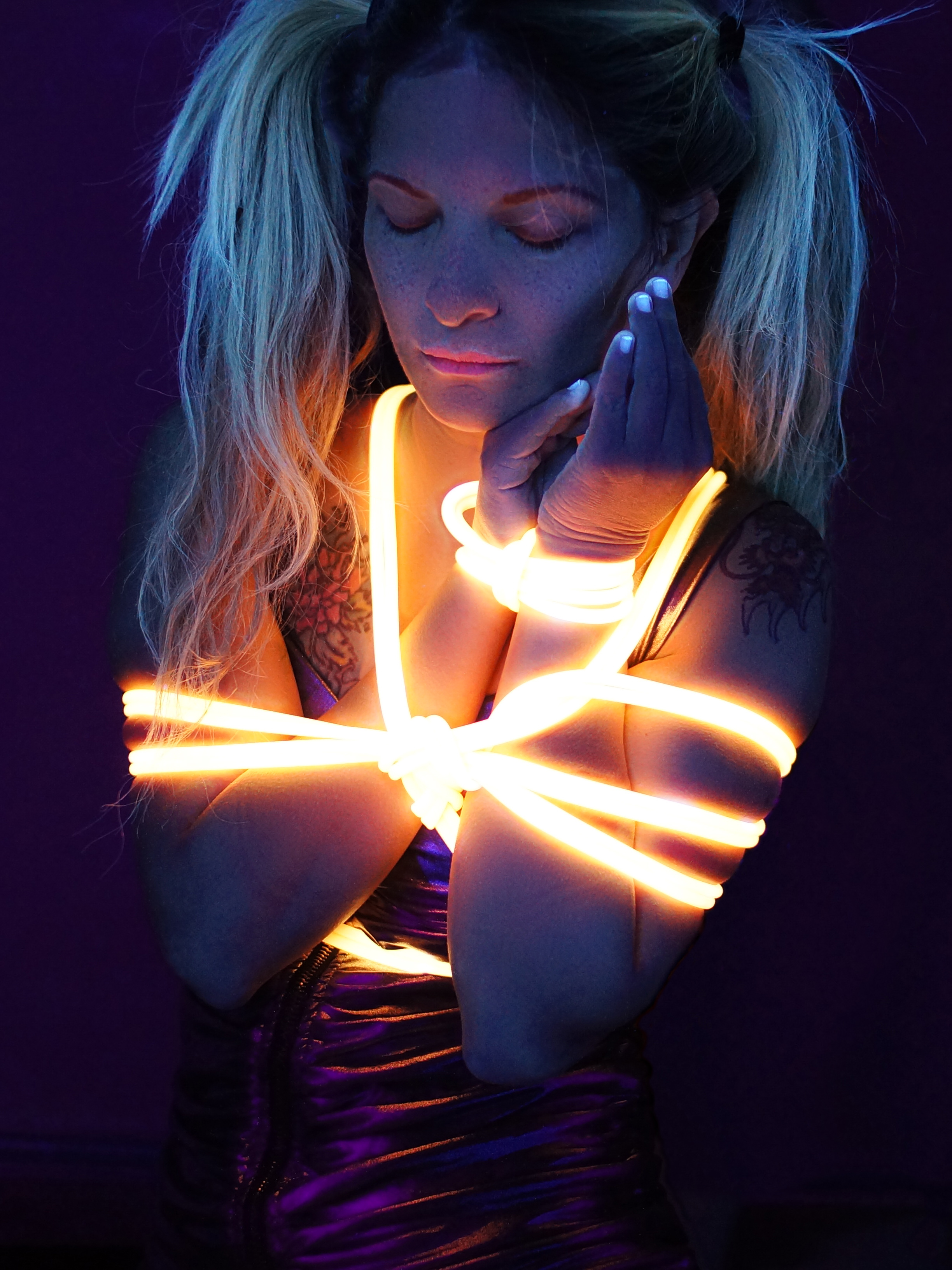
Przykład artystycznej fotografii autorstwa Beo Beyond i Angeli. Wykorzystuje ona technikę shibari przy użyciu fluorescencyjnych lin.

Bondage można podzielić na różne rodzaje: podział ten opiera się przede wszystkim na celu lub motywacji krępowania.

### Bondage celowy
Jest jedną z najbardziej znanych poza środowiskiem BDSM odmian bondage i odnosi się do wiązania partnera w celu jego unieruchomienia, na przykład aby uniemożliwić mu uniknięcie klapsa. Jeśli bondage jest celem samym w sobie, na przykład aby zmusić osobę uległą do trwania w niewygodnej pozycji, to nie jest to już tzw. bondage celowy.

### Bondage artystyczny
Tego rodzaju wiązania są stosowane jako element dekoracyjny lub jako część ubioru, na przykład do fotografii artystycznej.

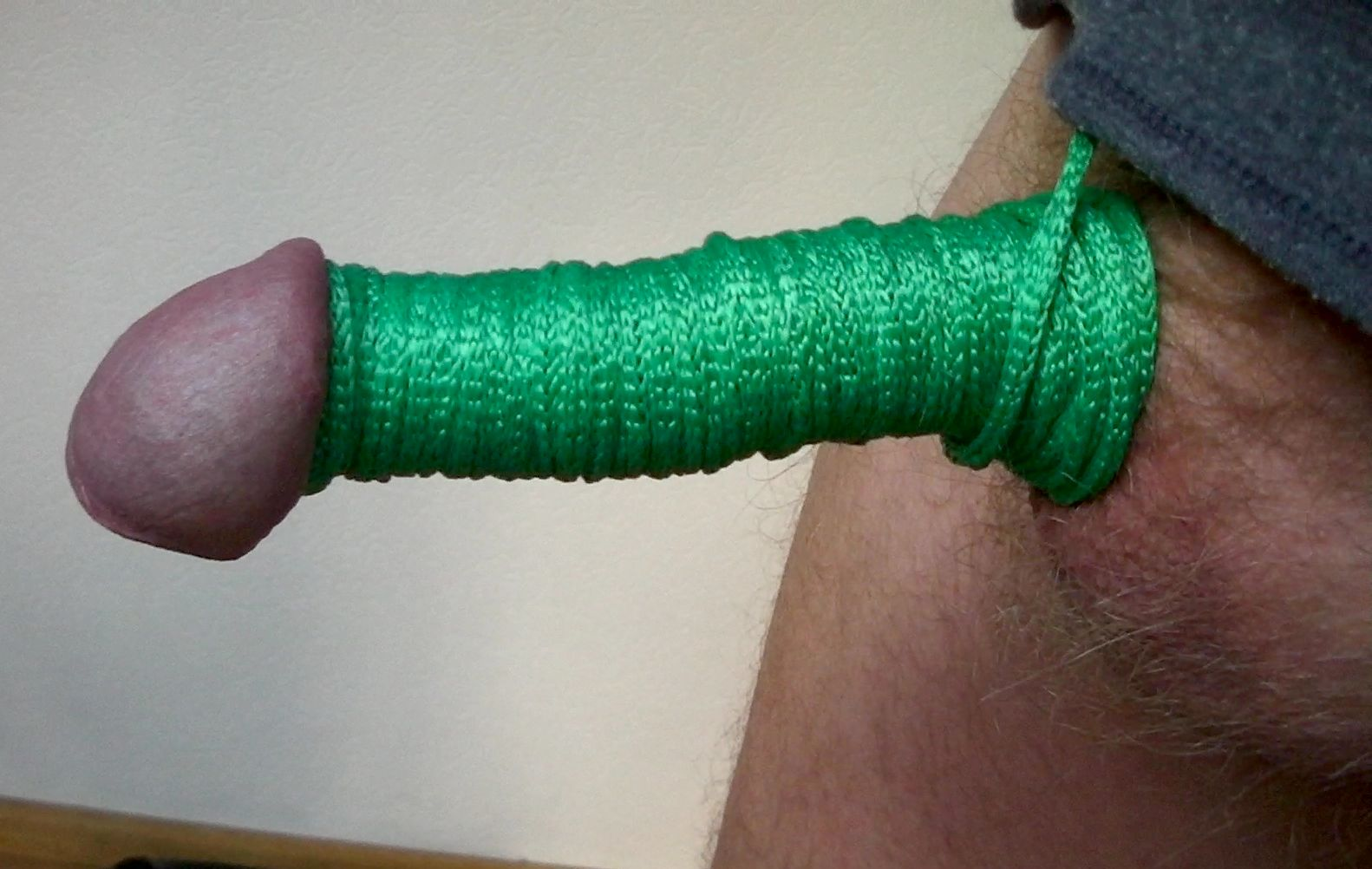
Przykład bondage torturowego, mającego na celu wywołanie bólu i dyskomfortu.

### Bondage torturowy
Ma on na celu wprowadzenie osoby uległej w niekomfortową pozycję jako formę kary lub jako samodzielny element gry seksualnej, mający na celu wywołanie bólu, do momentu przekroczenia wewnętrznych granic osoby wiązanej. Każde inny rodzaj bondage, jeśli jest stosowany przez dłuższy czas, może nabrać charakteru torturowego.

### Bondage medytacyjny
Bondage mający na celu wywołanie u osoby wiązanej przeżyć duchowych. Jest to podejście, które mogło wywodzić się z tradycji monastycznej, w którym w centrum zainteresowania znajduje się nie stan fizyczny, lecz stan duchowy osoby poddawanej wiązaniu.

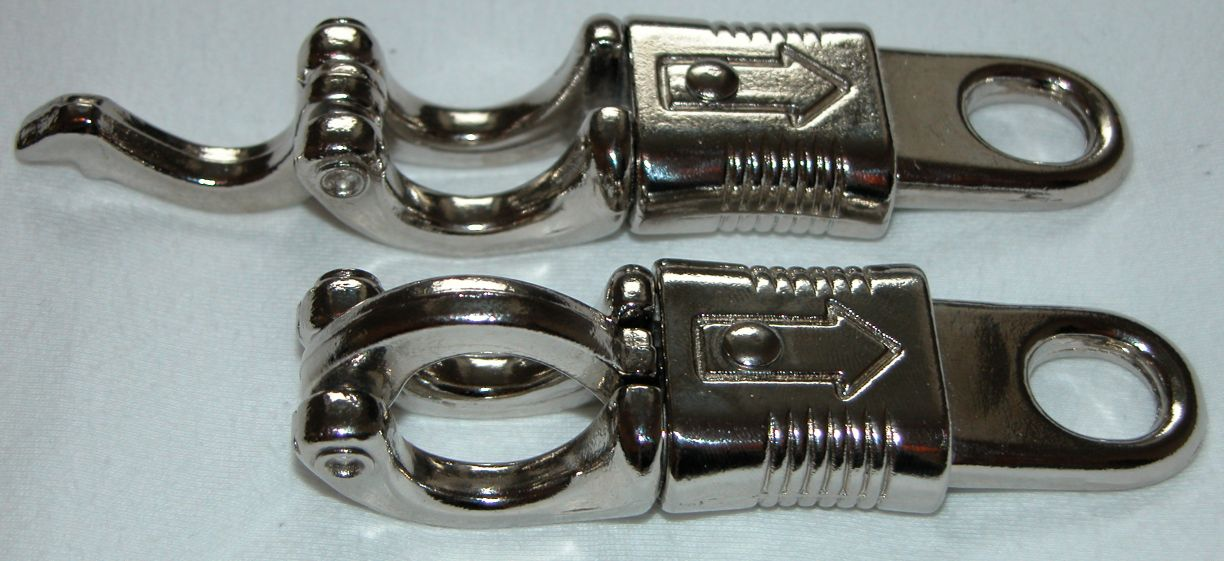
Haczyki bezpieczeństwa, których zastosowanie umożliwia szybkie wyswobodzenie z lin lub łańcuchów.

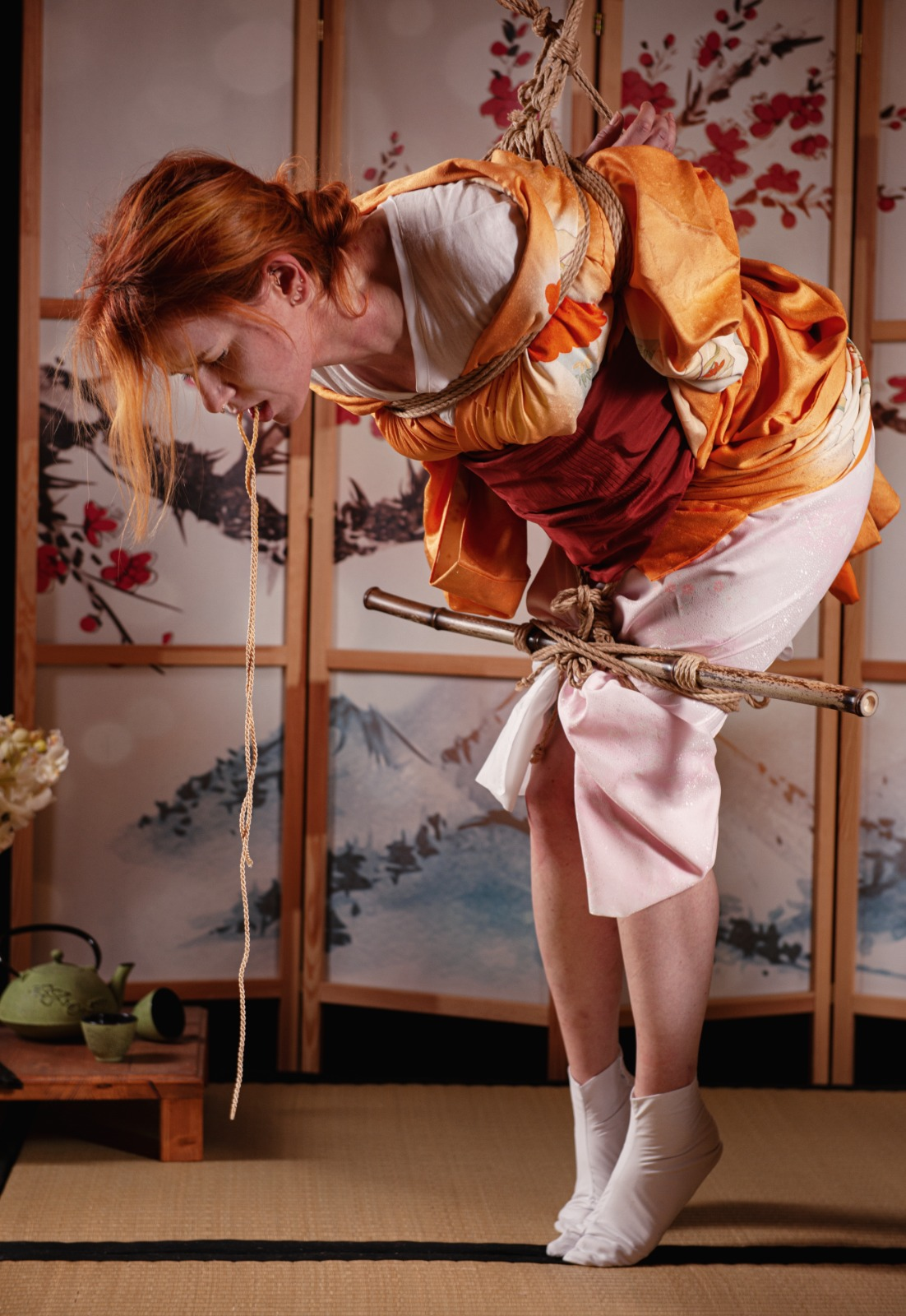
Kobieta związana w pozycji z Kinbaku.

### Samozniewolenie
Szczególnie ryzykowną formą bondage jest samozniewolenie. Self-Bondage, jak jest powszechnie nazywane, to rodzaj bondage, w którym osoba samodzielnie się wiąże, aby uzyskać satysfakcję seksualną. Aby uzyskać jak najbardziej autentyczne uczucie bycia związanym, czasami używa się zegarów, klucze zamraża się w blokach lodu lub stosuje się specjalnie skonstruowane urządzenia, które uniemożliwiają samodzielne usunięcie więzów w określonym czasie (tzw. tunnel play). Z perspektywy bezpieczeństwa, samozniewolenie w skrajnych przypadkach może być problematyczne i bardzo niebezpieczne, ponieważ narusza jedną z podstawowych zasad bezpieczeństwa BDSM – „nigdy nie zostawiaj związanej osoby samej”. Skrępowanie, z którego osoba związana nie jest w stanie szybko się uwolnić w razie potrzeby, może prowadzić do poważnych i nieodwracalnych obrażeń ciała. W szczególności wiązania, które są połączone z asfiksją, wywołane samodzielnie i intencjonalnie w celu zwiększenia satysfakcji poprzez niedobór tlenu, w przeszłości wielokrotnie prowadziły do śmierci.

### Bondage japoński (shibari)
Shibari (zwane także Kinbaku) to specjalna forma japońskiego bondage wywodząca się ze starożytnych metod wiązania używanych przez samurajów. Technika ta, poza wydźwiękiem erotycznym czy estetycznym, mocno skupia się na więzi pomiędzy wiążącym a wiązanym.

### Specjalne formy bondage
Istnieją specjalne formy bondage, które różnią się od pozostałych na przykład wykorzystaniem specyficznych materiałów, na przykład kabli miedzianych zamiast lin lub gipsu jako materiału używanego do mumifikacji.

## Techniki

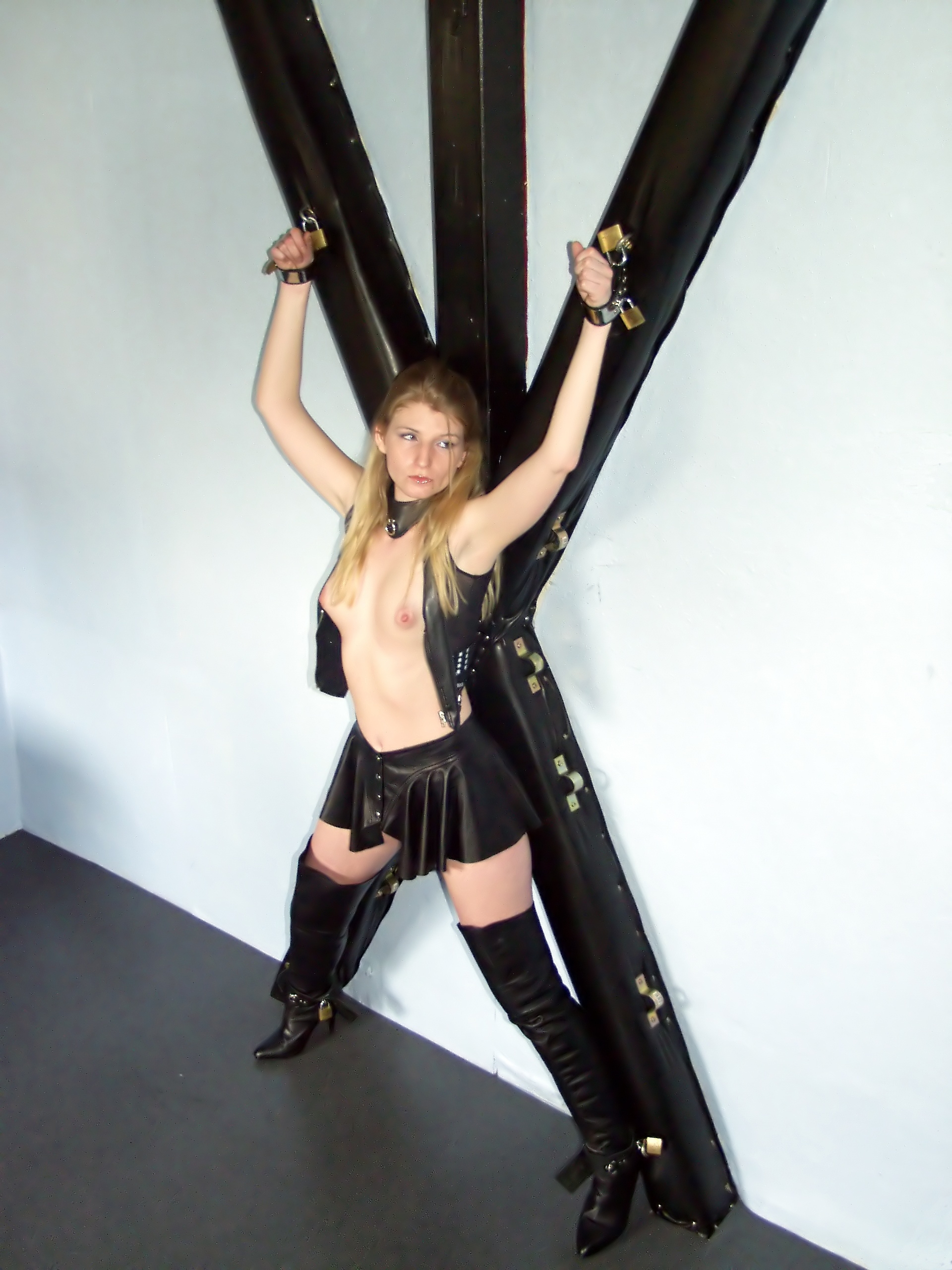
Kobieta przywiązana do Krzyża św. Andrzeja.

### Główne kategorie
Techniki bondage można podzielić na sześć głównych kategorii:
- Wiązanie części ciała, na przykład za pomocą kajdanek lub lin[3].
- Rozciąganie ciała lub jego części, na przykład na krzyżu św. Andrzeja[23].
- Przywiązanie do przedmiotów, na przykład do specjalnych ławek[24], krzeseł[25] lub stołów[26].
- Podwieszanie ciała na specjalnych stelażach[27].
- Ograniczenie ruchu, na przykład za pomocą spódnicy Hobble[28], pasa cnoty[29] lub gorsetu[30].
- Owijanie lub pakowanie pojedynczych części ciała lub całego ciała, na przykład za pomocą materiału, taśmy klejącej lub folii stretch[31]. Używanie łóżka próżniowego lub pasów bezpieczeństwa również należy do tej kategorii. Ta forma nazywana jest też mumifikacją[32].

#### Wiązanie z użyciem lin
Techniki wiązania z użyciem lin można podzielić na podkategorie:
- Owijanie - polega na owinięciu ciała lub jego części[33].
- Weaving (ang. to weave - "tkać") - polega na układaniu liny na ciele w formie zygzaka, a następnie przewlekanie przez nią drugiej liny[34].
- Technika podwójnej liny - polega na użyciu podwójnie złożonej liny, co pozwala stworzyć wiele dekoracyjnych zwojów w szybkim tempie[35].
- Technika jednej liny - prostsza technika, używana szczególnie w przypadku wiązań celowych[36].

## Pozycje

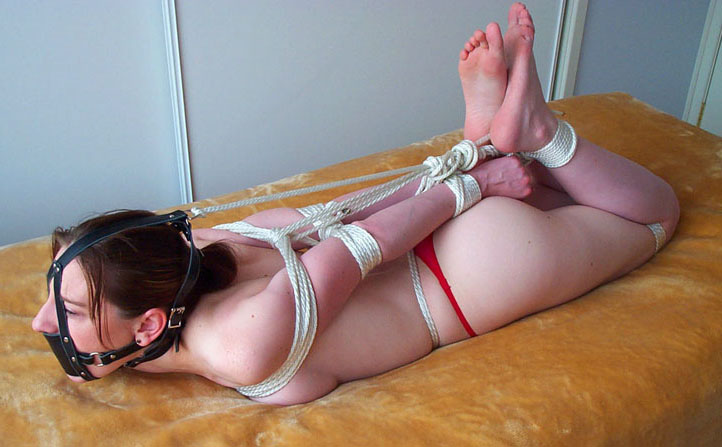
Kobieta związana w klasycznym wariancie pozycji hogtie.

W ramach amerykańsko-europejskiego bondage wykształciły się terminy dla określonych wiązań. Podobnie jak w wielu dziedzinach BDSM powszechnie używane są anglojęzyczne terminy, mimo że wiele z tych pozycji (jap. kata) lub węzłów (jap. musubime) pochodzi pierwotnie z azjatyckiego bondage. Przykłady niektórych prostych wiązań to Spread Eagle (ang. "orzeł z rozpostartymi skrzydłami") – polegający na wyciągnięciu wszystkich kończyn i przywiązaniu ich, na przykład, do nóg łóżka lub Hogtie (ang. "wiązanie zwierzęcia") – ręce są związane za plecami i przymocowane do kostek. Często wspomina się również o crotch rope dla kobiet: lina jest przeciągnięta między wargami sromowymi, aby wywierać nacisk na genitalia lub stabilizować dildo.

## Materiały

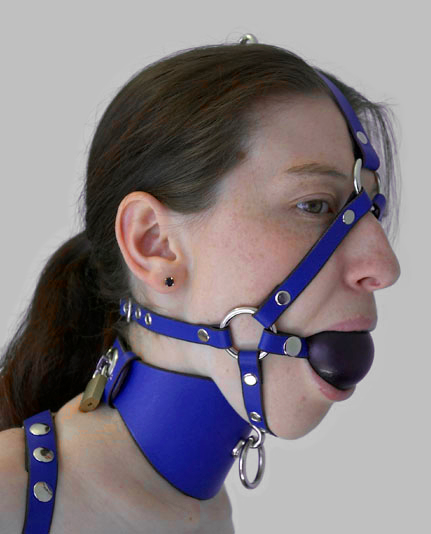
Gumowy knebel

W bondage stosuje się wiele różnych materiałów, które służą do ograniczania ruchów - od przedmiotów codziennego użytku (chust, szali, czy pasków) do specjalistycznego sprzętu przeznaczonego właśnie do tego celu.

### Liny
W zachodnim bondage używa się niemal wszystkich rodzajów lin, w tym wykonanych z bawełny, nylonu czy tworzyw sztucznych. W Shibari stosuje się prawie wyłącznie liny z konopi i juty. Zwłaszcza w tym ostatnim przypadku liny są często wstępnie przygotowywane przed pierwszym użyciem, aby były jak najbardziej miękkie i elastyczne. Czasami liny są opalane, delikatnie nasączane olejami lub smarowane woskiem. Podczas korzystania z lin jako materiału do wiązania, oprócz ogólnych urazów związanych z unieruchomieniem, mogą wystąpić również oparzenia spowodowane tarciem, nazywane w środowisku rope burns. Dla jak najszybszego uwolnienia się z lin w sytuacji awaryjnej, zaleca się trzymanie pod ręką odpowiedniego narzędzia tnącego, takiego jak nożyczki do ubrań.

### Metal
Metal jest często używany w bondage, szczególnie w postaci klasycznych kajdanek, kajdanek na kostki, kajdanek na palce, haków oraz łańcuchów. Oprócz dużej wytrzymałości materiału oraz elastyczności wykorzystania (np. dzięki użyciu karabinków), metal przyciąga niektórych ludzi również ze względu na charakterystyczne dźwięki brzęczenia i sztywność unieruchomienia. Łańcuchy są często kojarzone z historycznymi scenariuszami tortur lub więzienia. Spotyka się również m.in. metalowe krzyże św. Andrzeja, strappado, dyby.

### Inne materiały
Inne materiały to m.in. lateks, skóra, maski i kneble.

## Bondage w kulturze

### Sztuka

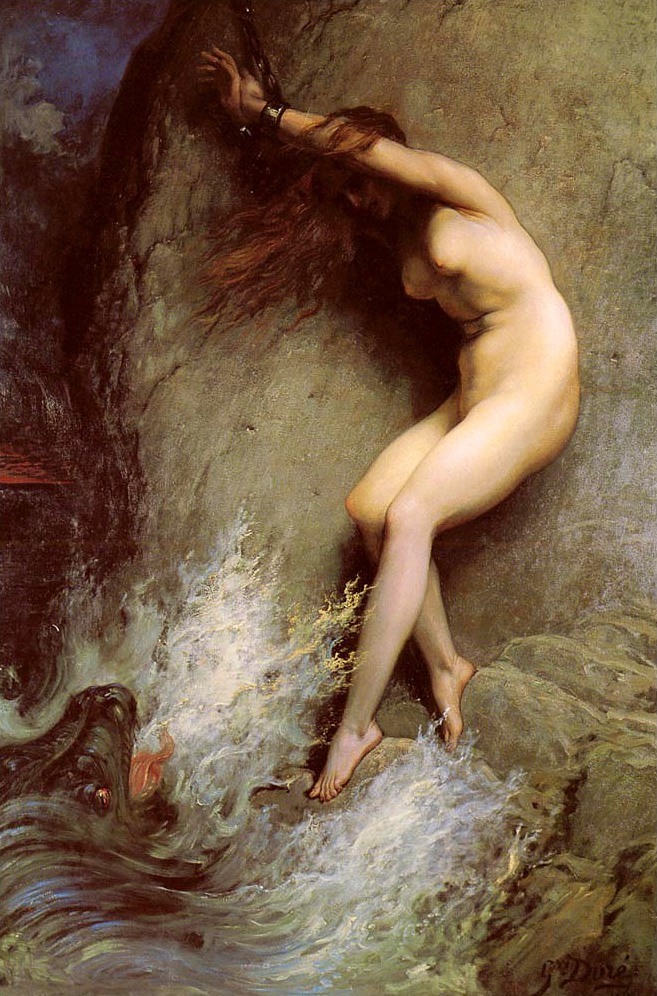
Gustave Doré - Andromeda

Bondage jest przedstawiane w sztuce erotycznej, na przykład w niektórych dziełach Gustave’a Doré i Johna Everetta Millais’a. Mitologiczna Andromeda była popularnym tematem w sztuce zawierającym motywy krępowania ciała łańcuchami, co można zobaczyć u malarzy takich jak Rembrandt (Andromeda przywiązana do skały, 1630), Théodore Chassériau (1840), Edward Poynter (1869) i Gustave Doré (1869).
Innym popularnym motywem bondage w sztuce była Angelika z epickiego poematu Orlando Innamorato z XV wieku, będącego kontynuacją romantycznej sagi Orlando Furioso. Historia ta jest podobna do Andromedy, gdyż bohaterka jest ofiarowana bogom morskim jako ofiara. Tradycyjny temat „dama w opałach”, również obecny w sztuce bondage, został wykorzystany w serialu filmowym The Perils of Pauline (1914), w którym Pearl White co tydzień była w śmiertelnym niebezpieczeństwie.
Przedstawienia bondage w sztuce mogą być erotyczne; w takim przypadku zwykle opierają się na heteronormatywnym modelu i przedstawiają przerażoną, młodą kobietę w niebezpieczeństwie. Przykłady można znaleźć w Bizarre, fetyszystycznym magazynie wydawanym w latach 1946-1959 przez artystę bondage Johna Williego. Magazyn zawierał rysunki i fotografie z profesjonalnymi modelkami w scenach bondage lub sadomasochistycznych.

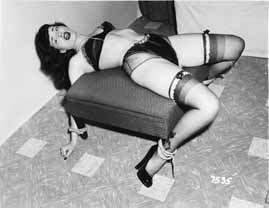
Bettie Page przywiązana do taboretu

Sweet Gwendoline była główną kobiecą postacią w pracach Johna Williego i być może najsłynniejszą ikoną bondage po Bettie Page. Sweet Gwendoline była wielokrotnie przedstawiana jako stereotypowa naiwna blondynka w opałach. Seria o tej postaci była publikowana w mainstreamowym magazynie Wink Roberta Harrisona od czerwca 1947 do lutego 1950 roku, a później w kilku innych magazynach na przestrzeni lat.
Bettie Page od końca 1951 lub początku 1952 do 1957 roku pozowała dla fotografa Irvinga Klawa do zdjęć na zamówienie w motywach pin-up i BDSM. Uczyniło ją to pierwszą słynną modelką bondage.

### Kultura popularna

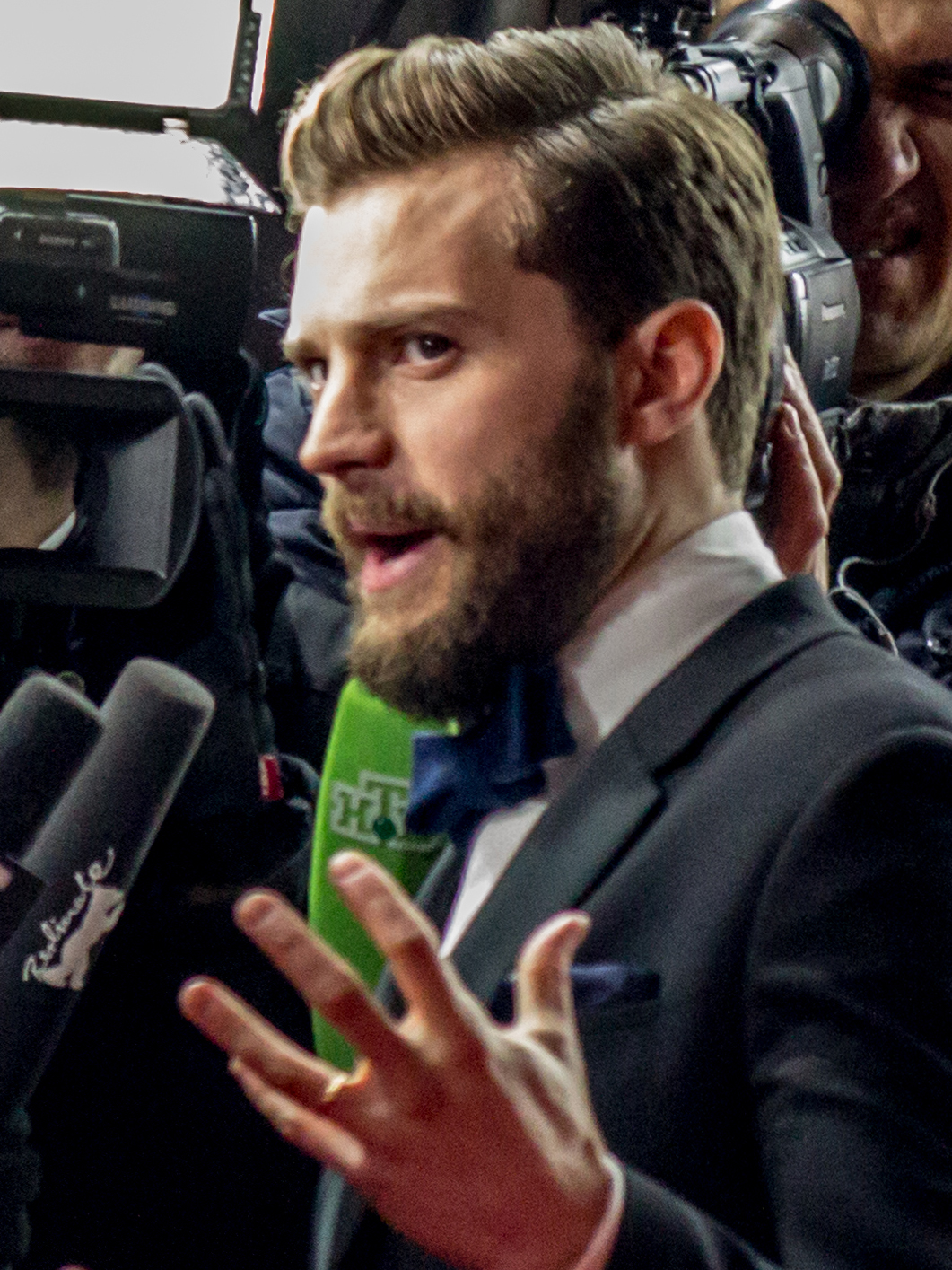
Jamie Dornan, odtwórca roli Greya w filmowej adaptacji książki Pięćdziesiąt Twarzy Greya.

Bondage zostało przedstawione w pozytywnym (choć krótkim) świetle w książce Radość seksu (The Joy of Sex), popularnym poradniku seksualnym z lat 70. XX wieku.
The Claiming of Sleeping Beauty to erotyczna trylogia opublikowana w latach 80. przez Anne Rice, która zawierała scenariusze bondage jako część szerokiego spektrum aktów BDSM.
W drugiej edycji książki Larry'ego Townsenda The Leatherman's Handbook II (wydanie z 1983 roku), która jest powszechnie uważana za autorytatywną, znajduje się tabela, która wskazuje, że szara chusteczka jest symbolem bondage w kodzie chusteczkowym. Kod ten jest zazwyczaj stosowany wśród homoseksualnych mężczyzn poszukujących przypadkowego seksu lub praktyk BDSM w Stanach Zjednoczonych, Kanadzie, Australii i Europie. Noszenie chusteczki po lewej stronie oznacza osobę dominującą lub aktywną, natomiast po prawej – osobę uległą lub pasywną. Jednakże negocjacje z potencjalnym partnerem seksualnym pozostają ważne, ponieważ, jak zauważył sam Townsend, ludzie mogą nie wiedzieć, co dany kolor oznacza.
W latach 90. odniesienia do bondage można było znaleźć w serialach telewizyjnych emitowanych w godzinach najwyższej oglądalności, takich jak Buffy: Postrach wampirów, gdzie standardowo pojawiały się takie elementy jak kajdanki, obroże czy koncepcje hasła bezpieczeństwa (safe word).
Publikacja książki Madonny Sex (1992), która zawierała zdjęcia związanych nagich osób, znacznie przyczyniła się do zwiększenia świadomości społecznej i akceptacji bondage.
Trylogia Pięćdziesiąt twarzy Greya autorstwa E.L. James została po raz pierwszy opublikowana w formie e-booka w 2011 roku, a następnie stała się bestsellerem. Wydanie drukowane pierwszej książki, Pięćdziesiąt twarzy Greya, ukazało się w 2012 roku i stało się najszybciej sprzedającym się bestsellerem, bijąc wiele rekordów sprzedaży. Trylogia koncentruje się w całości na fikcyjnym związku BDSM.

## Przestrzeń publiczna

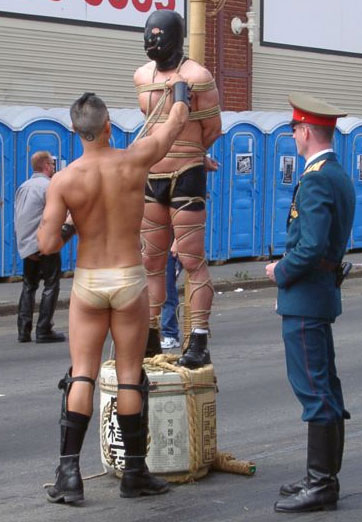
Pokaz bondage podczas Folsom Street Fair 2003

Subkultura gejów, czasami nazywana leathermen (mężczyznami w skórach), była jedną z pierwszych grup, które zaczęły jawnie sugerować swoje zainteresowanie bondage w przestrzeniach publicznych. Inne grupy, w tym panseksualni i heteroseksualni entuzjaści BDSM, później poszły w ich ślady. Wczesne publiczne pokazy ograniczały się głównie do noszenia określonych elementów mody, takich jak obroże i mankiety.
Z czasem pojawiły się bardziej jawne publiczne pokazy. Najbardziej znanymi przykładami są festiwale uliczne, takie jak Folsom Street Fair w San Francisco oraz Folsom Europe w Berlinie. Tego typu wydarzeń jest niewiele, a w większości regionów budzą one duże kontrowersje.
Ekshibicjonistyczne pokazy to inna forma publicznego bondage. Zwykle są one podejmowane przez osoby, które fetyszyzują publiczne pokazy seksu. Niektóre z takich działań mają na celu wyrażenie stanowiska społecznego czy publicznego protestu.
Kluby BDSM oferują półpubliczne pokazy bondage. Choć kluby i organizowane w nich wydarzenia są uważane za prywatne, imprezy typu play parties odbywają się w otwartych przestrzeniach.